# Gozoku
Gozoku – polskie czasopismo o tematyce kolekcjonerskich gier karcianych, które ukazywało się w latach 2004–2006. Na łamach Gozoku ukazywały się artykuły przybliżajace zasady takich gier jak Magic: The Gathering, Legenda Pięciu Kręgów, Dragon Ball TCG i inne. Magazyn publikował też teksty zwiazane z grami RPG, jak Wampir: Maskarada czy recenzje książek, filmów i gier fantasy lub science-fiction. Do każdego numeru dołączana była karta z jednej z wielu gier kolekcjonerskich.
Pierwszy numer Gozoku ukazał się w październiku 2004, a ostatni (szósty) w 2006 roku (sierpień/wrzesień). Premiera pierwszego numeru miała miejsce 8 października na Częstochowskich Dniach Fantastyki BUNKIER 2004.
Gozoku organizowało konkursy turniejowe gier karcianych lub w tematyce RPG, a ogłoszenia ich dotyczące były publikowane na stronie magazynu. Istniało też oficjalne forum Gozoku.